# Helga Dohrn
Helga Anna Elisabeth Dohrn, auch Helga Dohrn-Kennedy (* 17. April 1914 in Breslau; † nach 1955) war eine österreichische Schauspielerin.

## Leben
Dohrn erhielt ihre Berufsausbildung als Elevin am Stadttheater Königsberg. Zusätzlich nahm sie zwischen 1932 und 1934 privaten Schauspielunterricht. 1935 debütierte sie in der Rolle der „Mila“ in Walter von Molos Friedrich List am Stadttheater Pforzheim, wo sie auch ihr erstes Engagement erhielt und eine Spielzeit lang vor allem das Rollenfach der „Naiven“ bediente. 1936 wechselte sie sowohl Bühne als auch das Rollenfach. Fortan spielte sie jugendliche Heldinnenrollen und eine Vielzahl von Salonwagen an Bühnen in Koblenz, Berlin (Theater am Kurfürstendamm), Bielefeld, München. Eine zunächst für 1943 geplante Wehrmachtstournee trat sie wegen einer Verwundung nicht an. Nach dem Zweiten Weltkrieg blieb die Bühnen weiterhin Schwerpunkt ihres künstlerischen Schaffens, wobei sie vorwiegend im Charakterfach und auf Mütterrollen besetzt wurde.
Zu ihren Rollen gehörten die Solveig in Henrik Ibsens Peer Gynt, die Luise in Schillers Kabale und Liebe, die Eve in Heinrich von Kleists zerbrochenem Krug, die Regine in Ibsens Gespenstern, die Amalia in Schillers Räubern und die Hester Worsley in Oscar Wildes Frau ohne Bedeutung.
In Film- und Fernsehproduktionen war die Schauspielerin hingegen ein seltener Gast. Hervorzuheben sind hier vor allem Géza von Cziffras Himmlischer Walzer sowie Georg Wilhelm Pabsts halbdokumentarischer Film Der letzte Akt. In dieser Produktion über die letzten Tage des Zweiten Weltkrieges nach dem Roman von Michael A. Musmanno, für die Erich Maria Remarque das Drehbuch verfasste, spielte Dohrn die Rolle der Magda Goebbels.
Daneben arbeitete sie als Sprecher für Hörfunk-Produktionen von RAVAG und Rot-Weiß-Rot Wien sowie als Synchronsprecherin.
Helga Dohrn war mit dem Journalisten Sigmund Kennedy verheiratet und trat bisweilen auch unter dem Namen Helga Dohrn-Kennedy auf.

## Filmografie (Auswahl)
- 1948: Der himmlische Walzer
- 1955: Der letzte Akt